# Tornado im Kreis Viersen vom 16. Mai 2018
Am 16. Mai 2018 zwischen 17:50 bis 18 Uhr zog ein Tornado über Teile von Boisheim, Schaag, Dilkrath und dem Anfang von Amern. Alle genannten Orte liegen im Kreis Viersen wenige Kilometer voneinander entfernt.
Es handelte sich um einen Tornado der Stufe F2/T4 (Fujita-Skala & TORRO-Skala) (T4 steht für maximale Windgeschwindigkeiten zwischen 185 und 220 Kilometern pro Stunde). Des Weiteren handelte es sich um einen sogenannten Multivortex-Tornado, der durch aufgewirbelten Staub sehr eindrucksvoll wirkte. Die rund 5,4 Kilometer lange Schneise des Tornados maß durchschnittlich 120 Meter, wurde aber auch stellenweise bis zu 240 Meter breit.
Ein 23-jähriger Mann wurde von herabstürzenden Ästen getroffen und musste im Krankenhaus behandelt werden. Die Dächer einiger Häuser wurden vom Sturm teilweise abgedeckt. Einige Straßen waren durch umgefallene Alleebäume oder durch Äste zeitweise blockiert; die Landstraße zwischen Boisheim und Brüggen (L 373) war bei Dilkrath über eine Woche gesperrt.

## Ablauf
Der Tornado bildete sich nördlich von Boisheim und zog Richtung Südwesten direkt in das Stadtinnere, wo es auf einer bis zu 130 Meter breiten Schneise die ersten Schäden im F1/T2-Bereich (Fujita-Skala & TORRO-Skala) gab. Nach Überquerung der Bahngleise im nördlichen Teil der Stadt zog er weiter quer durch die gesamte Stadt. In diesem Teil waren Schäden nur im F0/T1-Bereich zu verzeichnen; der Tornado hat sich demnach in diesem Bereich kurzzeitig abgeschwächt. Der Tornado nahm wieder an Kraft zu, als er den Friedhof am Südwestlichen Ortsrand erreichte; an dieser Stelle wurde auf ca. 200 Metern Breite die Stärke F1/T3 erreicht.
Anschließend drehte der Tornado nach Süden ab, die Schneise blieb bis zur L3 durchweg um die 190 Meter breit. Als der Tornado die L3 überquerte, wurde ein Waldgebiet auf mindestens 240 Metern fast komplett zerstört; an dieser Stelle erreichte der Tornado die Stufe F2/T4. Der Tornado zog nach der Überquerung der L3 wieder Richtung Südwest, vorbei an Heidend und Dilkrath, wo am Ortseingang Schäden im Bereich F0/T1 verursacht wurden. 
Die nächsten 2,2 Kilometer der Schneise verliefen über offenes Feld und ohne bekannte Schäden. Die letzten Schäden richtete der Tornado am Ortseingang von Amern an, hier wurde F1-Status erreicht. Der Tornado hat sich wohl einige Meter weiter aufgelöst, hier verliert sich seine Spur.